# Neo Universe/Finale
"Neo Universe/Finale" (estilizado como NEO UNIVERSE/finale) é o vigésimo single da banda japonesa L'Arc~en~Ciel, lançado em 19 de janeiro de 2000. Estreou na primeira posição do Oricon Singles Chart e vendeu mais de um milhão de cópias, sendo certificado pela RIAJ.
"Finale" foi usada como música tema do filme Ring 0: Birthday. A terceira faixa é instrumental e a quarta é uma versão remixada por Yukihiro da canção "Trick", do álbum Ray.

## Faixas
| N.º            | Título                                         | Letras         | Música                               | Duração |  |
| 1.             | "Neo Universe"                                 | Hyde           | Ken                                  | 4:06    |  |
| 2.             | "Finale"                                       | Hyde           | Tetsu                                | 6:24    |  |
| 3.             | "Hole"                                         |                | Yukihiro                             | 1:07    |  |
| 4.             | "Trick ~New Wave of Japanese Heavy Metal Mix~" | Yukihiro       | Yukihiro (remix também por Yukihiro) | 4:46    |  |
| Duração total: | Duração total:                                 | Duração total: | Duração total:                       | 16:32   |  |

## Desempenho
| Parada (2000)        | Melhor posição |
| -------------------- | -------------- |
| Oricon Singles Chart | #1             |

## Ficha técnica
- Hyde – vocais
- Ken – guitarra
- Tetsu – baixo
- Yukihiro – bateria